# Ле Риверенд, Хулио
Хулио Хасинто Ле Ривере́нд Брусоне́ (исп. Julio Jacinto Le Riverend Brusone; 22 декабря 1912, Ла-Корунья, Испания — 12 мая 1998, Гавана) — кубинский историк, социолог, общественный и политический деятель, доктор общественно-политических и экономических наук, специализирующийся на экономической истории Кубы.

## Биография
Родившийся в Испании в семье кубинцев (его отец работал в посольстве), он учился на Кубе до получения степени доктора юридических и политических, экономических и социальных наук в Гаванском университете.
Политические волнения в его стране, тем не менее, вынудили его в 1932—1933 годах отправиться в изгнание во Францию, где он был генеральным секретарём Латиноамериканского студенческого союза.
С 1940 года преподавал в Гаванском университете, в 1940—1942 годах — секретарь Кубинского общества всемирной истории. Затем, с 1943 по 1947 год, он работал в Мексике, где получил звание профессора истории в Национальном институте антропологии и истории и Мексиканском колледже, прежде чем вернуться преподавать на родину.
В 1952—1959 член Экономического общества друзей страны, в 1959—1961 профессор экономики в Университете Лас-Вильяс, в 1962—1963 профессор Экономической школы Гаванского университета. В 1962—1972 директор Института истории АН Кубы, параллельно в 1965—1973 вице-президент АН Кубы.
В период с 1972 по 1976 год он ненадолго занялся политикой, став заместителем министра общего и специального образования (1972—1973) и постоянным представителем Кубы при ЮНЕСКО (1974—1977). Затем он с 1978 года занял должность директора Национальной библиотеки имени Хосе Марти в Гаване.
В 1960 году он получил Орден Испанской Республики. Отметился в контактах с Советским Союзом, с 1970 года был вице-президентом Ассоциации советско-кубинской дружбы, с 1973 — почётным доктором Института Латинской Америки АН СССР.

## Публикации
Автор трудов по истории Кубы и стран Латинской Америки, в том числе:
- le Riverend, Julio. Sintesis histórica de la Cubanidad en el siglo 18 :  [исп.]. — Molina y Compañía. — 1940.
- le Riverend, Julio. Los orígenes de la economía cubana : 1510-1600 :  [исп.]. — Collège de Mexico. — 1945.
- de Jérez Pedro, Francisco. Crónicas de la conquista del Perú :  [исп.] / Francisco de Jérez Pedro, Julio le Riverend, Agustín de Zárate. — Ed. Nueva España. — 1946.
- le Riverend, Julio. La Habana : biografía de una provincia :  [исп.]. — El Siglo XX. — 1960.

- le Riverend, Julio. Histoire économique de Cuba :  [фр.]. — Ensayo (Institut du livre). — 1967. — P. 297. (original en espagnol : Historia económica de Cuba, La Habana, ed. Nacional de Cuba, 1965)
- Breve historia de Cuba (1981)

## Сочинения в русском переводе
- Ле Риверенд Х. Экономическая история Кубы. — М.: Наука, 1967. — 199 с.
- Ле Риверенд Х. Кубинская республика. Зависимость и революция. — М.: Прогресс, 1970. — 255 с.